# Agneta Gustafsson
Ann Lisbeth Agneta Gustafsson (även Gustavsson) född 25 juli 1958 i Förlösa är en tidigare svensk handbollsspelare och svensk landslagsspelare. 

## Karriär
Agneta Gustavsson växte upp i Kalmar och spelade i division II södra för Kalmar AIK 1976-1979. Hon flyttade sedan till Nacka Stockholm innan hon debuterade i landslaget 1980.
Agneta Gustavsson spelade under sina landslagsår för HK Silwing/Troja. Under dessa år spelade klubben i damallsvenskan och tillhörde de bättre lagen.1984 spelade Silving Troja SM-final som man förlorade till Stockholmspolisens IF. Man vann däremot Svenska cupen genom att finalbesegra Irsta HF med uddamålet.
Gustavsson spelade under fem år 1980-1984 32 landskamper med 35 gjorda mål i A-landslaget. Hon spelade inte för ungdomslandslagen. Landslagsdebut mot Finland i Kalix 6 september 1980 med en vinst 25-10. Hennes sista landskamp 5 december 1984 i Bröndby mot Danmark förlorades med siffrorna 13-19. Den nya statistiken stämmer med den gamla från Handbollboken.